# Perigônio
Perigónio (no Brasil: perigônio, do latim perigonium) é o termo usado em botânica para designar o verticilo protetor composto de um ou mais círculos de segmentos (tépalas) iguais presente em flores homoclamídeas ou haploclamídeas. A estrutura é equivalente ao perianto das flores em que haja distinção entre pétalas e sépalas, com o qual muitas vezes se confunde. O termo tembém designa o invólucro que protege os anterídios nos musgos.  Alguns autores consideram o termo como sinónimo de perianto.

## Descrição
Um perigónio é um envoltório (também envelope floral ou revestimento floral) que consiste num perianto simples ou duplo não diferenciado das flores haploclamídeas e homoclamídeas. É constituído por tépalas, o que implica não haver distinção clara entre coroa e cálice, ou seja, quando as pétalas e as sépalas são aproximadamente do mesmo tamanho, forma e cor, não havendo, por isso, diferenciação entre cálice e corola.
O perigónio designa-se perigónio dialitépalo (latim: dialytepalus) quando as tépalas são completamente livres, perigónio sintépalo quando conatas. Quando as tépalas se assemelham a pétalas ou séplas, o perigónio é designado, repetivamente, por perigónio petaloide e perigónio sepaloide.
Quando não há diferenciação do envoltório em cálice e na coroa, as partes são designadas por tépalas (como em Magnolia). Se o perianto consiste em um cálice conato e corola, quaisquer partes distinguíveis podem ser chamadas de "lábios do perigónio".

Tipos de perigónio
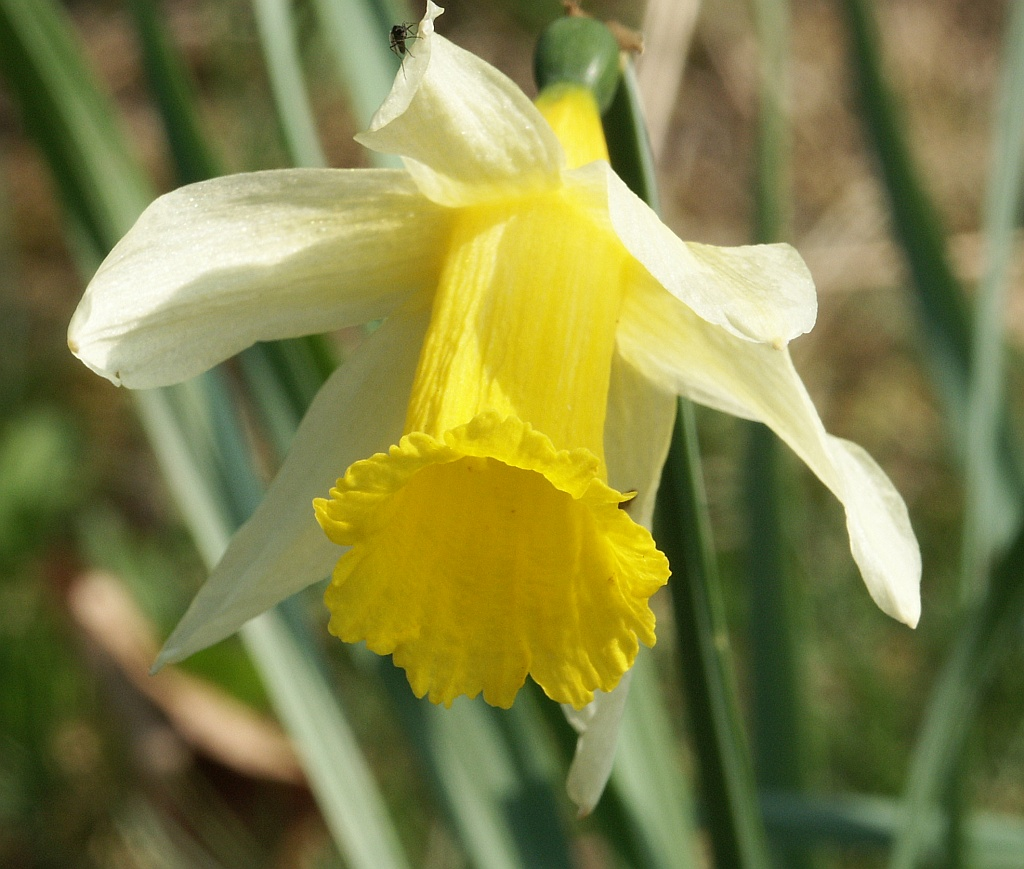
Perigónio com seis tépalas, terminando numa corona.
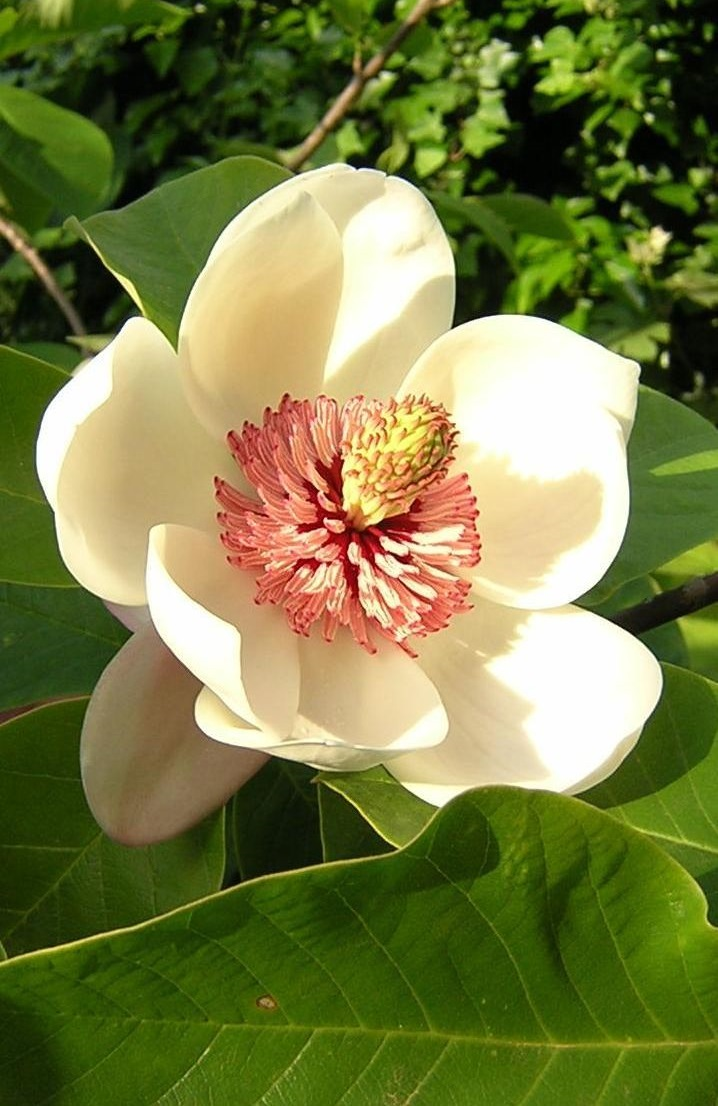
Flor de Magnolia sp. sem diferenciação em cálice e corola.
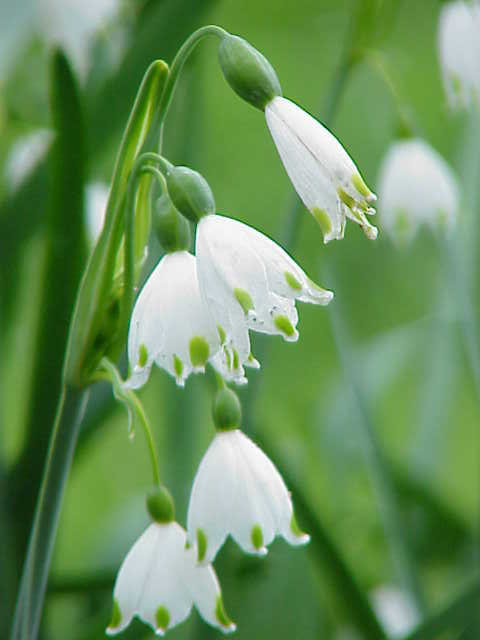
Flor de Leucojum sp. onde o cálice e a coroa não se distinguem pois têm a mesma cor e cresceram juntos.
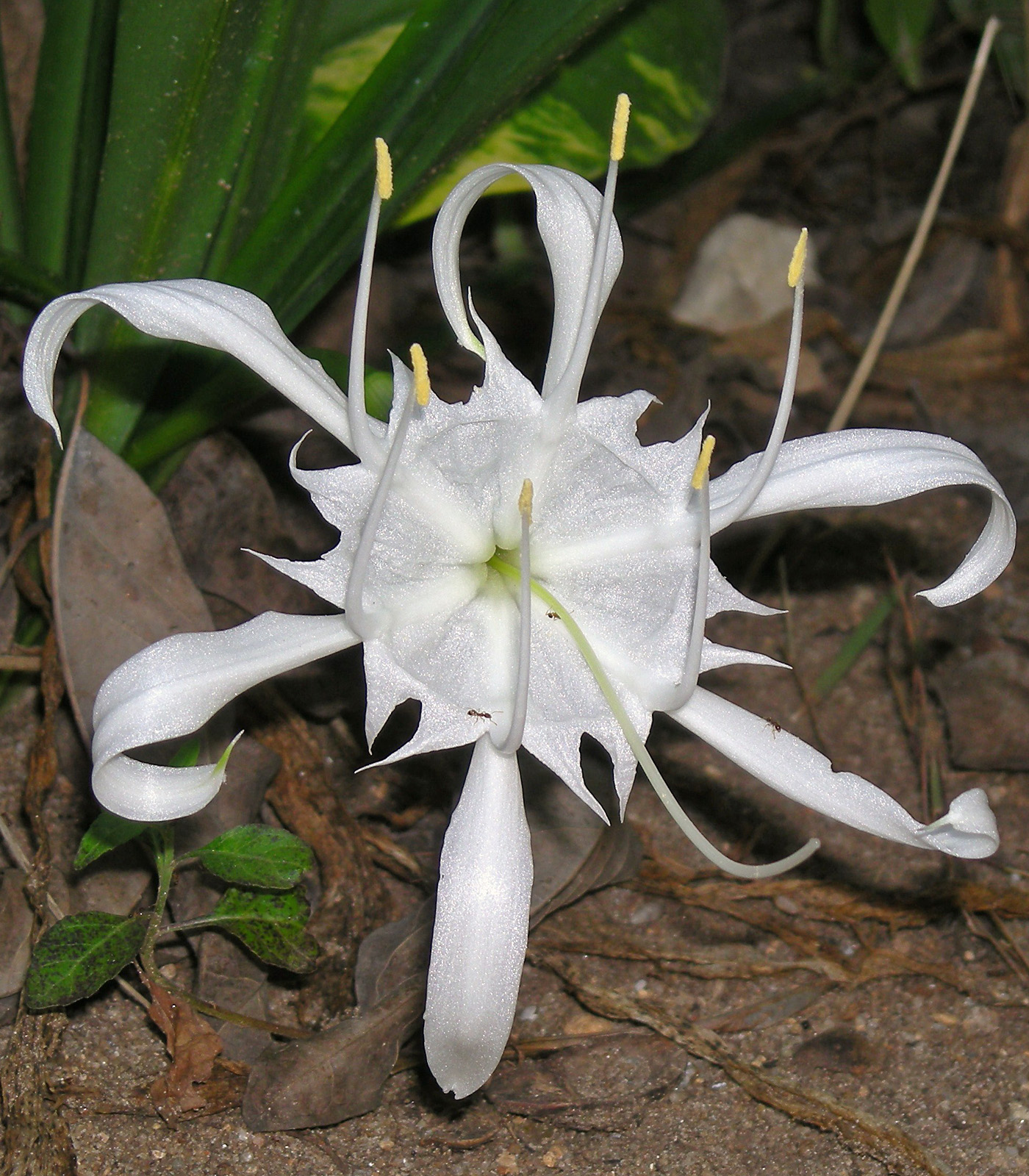
Flor de Hymenocallis speciosa, na qua se observa o paraperigónio ou corona estaminal unindo os filamentos dos seis estames.